# Дионисије I Цариградски
Дионисије I (грч. Διονύσιος Α΄) је био патријарх Цариграда у два наврата - од 1466. до 1471. те од 1488. до 1490. Прославља се као светитељ у православној цркви 23. новембра.[2]

## Живот
Дионисије се родио у Димитсани на Пелопонезу. Замонашио се и дошао у манастир у Цариграду где га је подучавао ефешки архиепископ Марко, који га је рукоположио за јеромонаха.[2] Kада је 1453. године дошло до пада Цариграда, Дионисија су заробили Турци Османлије. Нешто касније у Адрианопољу му је откупио слободу архонт по имену Kyритзес.
Након што је стекао слободу, Дионисије је стекао изузетну наклоност Маре Бранковић, кћери српског деспота Ђурђа Бранковића и једна од супруга султана Мурата II, оца Мехмеда II. Иако је Мара до краја живота остала кршћанка, имала је значајан утицај на свог посинка Мехмеда.[4] Уз Марину помоћ Дионисије је именован за митрополита Филиполиса (данашњи Пловдив) од стране патријарха Генадија Сколарија.
Године 1466. Симеон је успеио свргунути Марка II и доћи на место патријарха након што је османлијским властима доставио 2000 златника. Симеоново се на том месту задржао кратко. На интервенцију Маре Бранковић код Мехмеда он је свргнуо Симеона, и на трон патријарха вратио Дионисија.
Највероватнији датум Дионисијевог постављања је крај 1466. године, с обзиром да је Дионисије 15. јануара 1467. потписао указ којим Свети синод лишава Георгиоса Галесиотеса и Мануела Цхристонyмоса свих црквених дужности. Та два племића су, међутим, брзо повратили свој утицај и постали жестока опозиција Дионисију, који је такођер на себе навукао и Симеонове присташе.
Дионисије је на месту патријарха био све до краја 1471. године када га су противници оптужили да се накратко био преобратио на ислам те да је тада био обрезан. Свргнут је и поново је враћен Симеоно.
Након свргавања 1471. године, Дионисије се повукао у манастир Икосифиниса у Драми. У јулу 1488. је поновно изабран за патријарха. Поново је свргнут 1490. године. Умро је две године касније 1492. године.